# Дриусси, Себастьян
Себастья́н Дриу́сси (исп. Sebastián Driussi; род. 9 февраля 1996, Сан-Хусто, Буэнос-Айрес, Аргентина) — аргентинский футболист, нападающий клуба «Ривер Плейт».

## Клубная карьера

### «Ривер Плейт»
В 2005 году Дриусси перешёл в «Ривер Плейт», где успешно выступал в юношеских дивизионах. В 2007 году, в возрасте 11 лет, он получил соглашение на получение сорока тысяч долларов до заключения профессионального контракта. В мае 2013 года, вместе с молодёжной командой «Ривер Плейт», он сыграл на Южноамериканском кубке (до 17 лет). В итоге он стал лучшим бомбардиром этого турнира, а также выиграл финал у мадридского «Атлетико» благодаря собственному голу и стал чемпионом.
4 августа 2013 года он впервые сыграл в составе резервной команды в матче против «Химнасии и Эсгримы», который закончился со счётом 0:0. 1 декабря того же года он дебютировал на профессиональном уровне в 18-м туре «Торнео Инисиаль 2013» против «Архентинос Хуниорс», победив со счётом 1:0. Он также начал игру в последнем туре против «Кильмеса». Свой первый матч под руководством нового тренера Марсело Гальярдо провёл 27 июля 2014 года против «Феррокарриль Оэсте» в 1/16 финала Кубка Аргентины 2013/14, играя на позиции правого полузащитника. Он начал чемпионат 2014 года против «Химнасии и Эсгримы», играя в дуэте форвардов с Лукасом Бойе. Несколько матчей спустя он забил свой первый официальный гол в ворота парагвайского «Либертада» в первом матче 1/8 финала Южноамериканского кубка 2014 года, который завершился победой со счётом 3:1 на выезде и обеспечил ему выход в следующем раунде. Позже он станет чемпионом этого турнира после семнадцати лет отсутствия международных титулов.
В начале 2015 года он выиграл Рекопу Южной Америки 2015 года, хотя не играл ни в одном из двух финальных матчей. Затем в чемпионате 2015 года он стал игроком стартового состава. Он закончит турнир, забив в общей сложности четыре гола: против «Униона», против «Банфилда», против «Колона» и против «Нуэва Чикаго». Он также сыграет несколько минут в финале Кубка Либертадорес 2015 года, где стал чемпионом. Через несколько дней он начнёт игру против «Гамба Осаки» в Кубке банка Суруга 2015 года, где добавит ещё один титул. Он также сыграет в Клубном чемпионате мира ФИФА 2015 года против «Барселоны», заменив Табаре Вьюдеса на одиннадцатой минуте второго тайма. Однако «миллионеры» заняли второе место, проиграв со счётом 0:3.

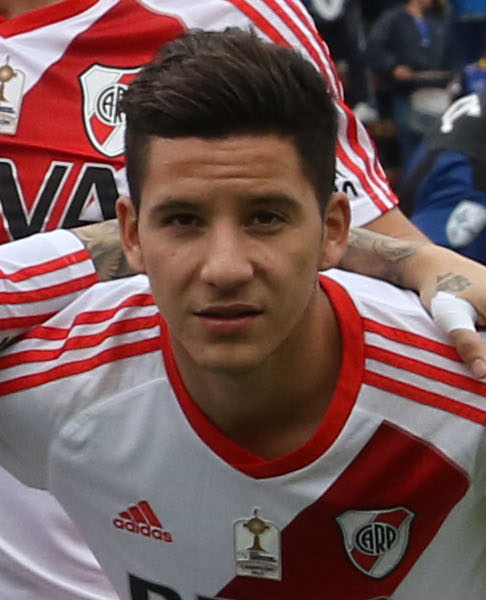
Дриусси перед матчем с «Индепендьенте дель Валье» в апреле 2016 года

В первой половине 2016 года ему не удалось забить ни одного гола в соревнованиях, но во второй половине он повысит свой уровень; он забил свой первый гол во втором туре Рекопы Южной Америки 2016 года против «Индепендьенте Санта-Фе», открыв счёт на табло так, что матч закончился со счётом 2:1 в пользу «миллионеров» и выиграл международный титул. Три дня спустя, 28 августа, он забил в первом матче сезона 2016/17 против «Банфилда», который закончился со счётом 4:1 в пользу «Ривера». Затем он забил дубль в четвёртом матче против «Дефенсы и Хустисии», сыграв вничью 3:3. Он также забил ещё один дубль в следующем матче против «Велеса Сарсфилда», выиграв 3:0 на «Монументале».
В следующем матче он забил в поединке против «Патронато» со счётом 2:1. Затем он забил в Кубке Аргентины 2015/16 против «Унион де Санта-Фе», забив гол со счётом 1:0 в ворота соперника, что позволило сделать итоговый счёт 3:0 и получить место в полуфинале. Три дня спустя он забьёт гол в матче с «Арсеналом» (2:2). Почти месяц спустя, 27 ноября, он забьёт единственный гол в победе над «Ураканом» в одиннадцатом туре чемпионата. В следующем матче, 1 декабря, он откроет счёт в матче против «Химнасии» в полуфинале Кубка Аргентины 2016 года со счётом 2:0 и получит путёвку в финал. В чемпионате он не смог забить «Индепендьенте», но забил на следующий день в матче против «Боки Хуниорс», таким образом разыграв суперкласико на «Монументаль», но который закончился со счётом 4:2 в пользу «Боки». Затем он сыграет в финале Кубка Аргентины 2015/16 против «Росарио Сентраль», где ему не удастся забить за 90 минут, но станет чемпионом в эпической победе со счётом 4:3. Свой последний гол в 2016 году он забьёт в ворота «Олимпо» (2:1) с пенальти в 14-м туре чемпионата. 4 февраля он сыграл в Суперкубке Аргентины против «Лануса», где отыграл 90 минут, но не забил. Однако клуб «миллионеров» занял второе место, уступив со счётом 3:0 «гранатовым».

### «Зенит»

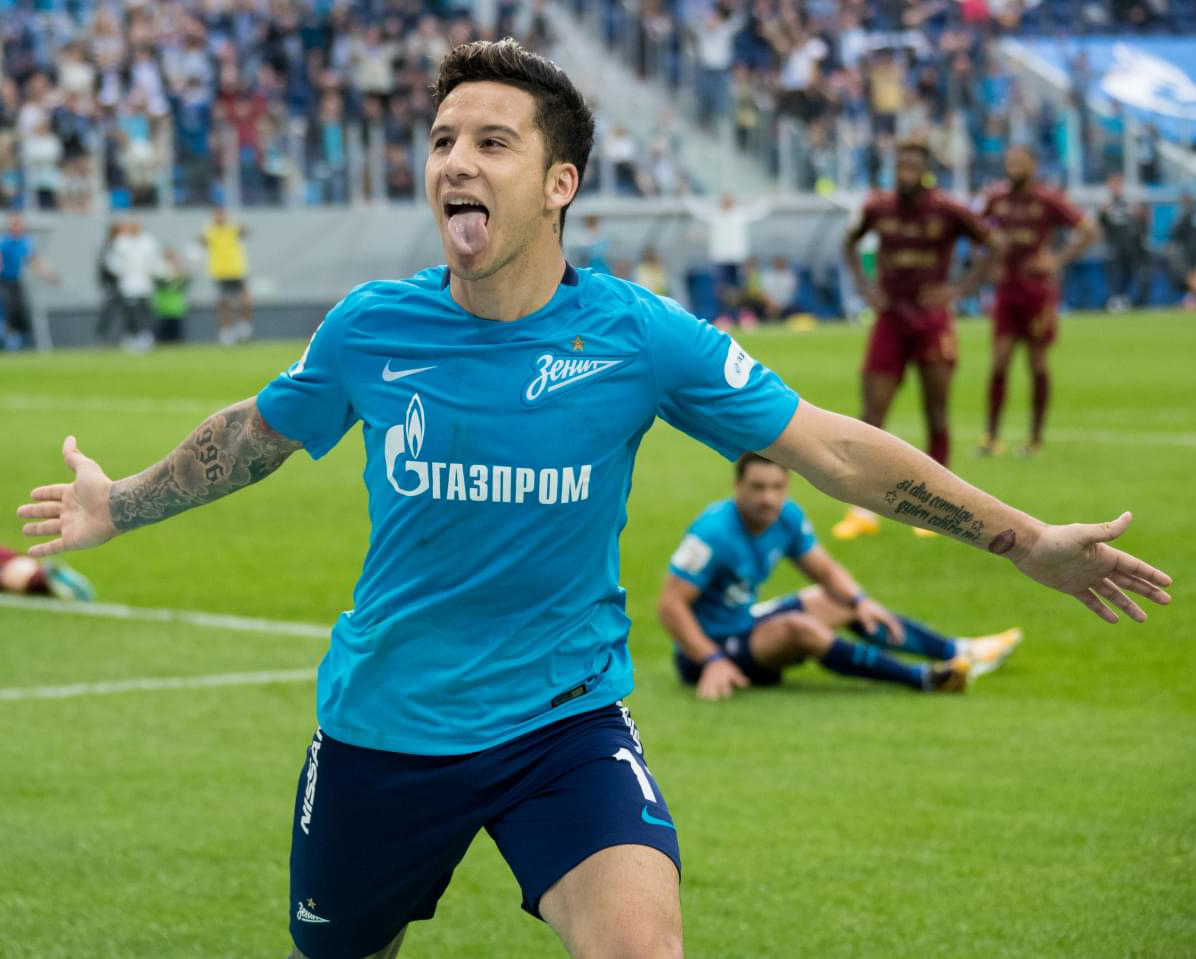
Дриусси празднует забитый мяч, июль 2017 года

8 июля 2017 года перешёл в российский «Зенит» Санкт-Петербург, подписав четырёхлетний контракт. Сумма трансфера составила 15 млн евро. Дебютировал 16 июля в матче против «СКА-Хабаровск». 22 июля в матче против казанского «Рубина» Дриусси забил два мяча и принёс «Зениту» победу (2:1). 6 августа в матче против московского «Спартака» отдал две голевые передачи, что помогло «Зениту» победить (5:1). 15 марта 2018 года в ответном матче 1/8 Лиги Европы против немецкого «РБ Лейпциг» на первой добавленной к первому тайму минуте забил дебютный еврокубковый гол за клуб, установив окончательный счёт матча (1:1). 19 августа отметился дублем и голевой передачей на Артёма Дзюбу в матче с «Уралом» (4:1). 14 апреля 2019 года сделал дубль в ворота «Анжи» (5:0). 12 мая в домашнем матче против московского ЦСКА Дриусси оформил дубль и помог «Зениту» одержать победу (3:1).13 сентября 2019 года Себастьян забил гол с пенальти в ворота тульскому «Арсеналу», ставший 1200-м мячом «Зенита» в чемпионатах России.
В декабре 2020 года Себастьян заявил, что скучает по «Ривер Плейту» и выразил недовольство позицией на поле, на которой он играет в «Зените». 26 июля 2021 года Дриусси покинул «Зенит», выкупив свой контракт у клуба. Сообщалось также, что Дриусси может статью частью сделки по покупке и обмену Андреа Белотти из «Торино», но сам Белотти отказался переезжать в Санкт-Петербург.

### «Остин»
29 июля 2021 года Дриусси перешёл в клуб MLS «Остин», подписав многолетнее соглашение по правилу назначенного игрока. В высшей лиге США дебютировал 7 августа в матче против «Далласа», выйдя на замену во втором тайме вместо Даниэля Перейры. 21 августа в матче против «Портленд Тимберс» забил свой первый гол за «Остин».
В апреле 2022 года забил четыре гола и отдал одну голевую передачу, за что был назван игроком месяца в MLS. Был отобран на Матч всех звёзд MLS 2022, в котором команда звёзд MLS принимала команду звёзд Лиги MX. В июле забил пять голов и отдал три голевые передачи, и во второй раз удостоился звания игрока месяца в MLS. По итогам сезона 2022, в котором забил 22 гола, став вторым лучшим бомбардиром лиги, и отдал семь голевых передач, Дриусси был включён в символическую сборную MLS, а также номинировался на звание самого ценного игрока MLS, но в голосовании занял второе место, уступив Хани Мухтару.
14 февраля 2023 года Дриусси подписал новый многолетний контракт с «Остином», включавший в себя три гарантированных года до конца сезона 2025 с опцией продления на сезон 2026. В январе 2024 года Дриусси получил грин-карту и в MLS перестал считаться иностранным игроком.

## В сборной
В составе юношеской сборной Аргентины до 17 лет принимал участие на юношеском чемпионате Южной Америки 2013. Его сборная стала чемпионом Южной Америки в возрастной категории до 17 лет, а сам футболист был признан лучшим игроком турнира. Принимал участие в юношеском чемпионате мира 2013, где его сборная заняла четвёртое место.

## Достижения
Командные
 «Ривер Плейт»
- Чемпион Аргентины: 2014 (Финаль)
- Обладатель Южноамериканского кубка: 2014
- Обладатель Кубка Либертадорес: 2015
- Обладатель Кубка банка Суруга: 2015
- Обладатель Рекопа Южной Америки: 2016
- Обладатель Кубка Аргентины: 2016

 «Зенит»
- Чемпион России (3): 2018/19, 2019/20, 2020/21
- Обладатель Кубка России: 2019/20
- Обладатель Суперкубка России (2): 2020, 2021

 Сборная Аргентины до 17 лет
- Победитель юношеского чемпионата Южной Америки: 2013

 Сборная Аргентины до 20 лет
- Победитель молодежного чемпионата Южной Америки: 2015

Индивидуальные
- Член символической сборной MLS: 2022
- Игрок месяца в MLS (2): апрель 2022, июль 2022
- Участник Матча всех звёзд MLS: 2022

## Статистика
| Выступление      | Выступление      | Выступление      | Лига | Лига | Кубок | Кубок | Континент | Континент | Прочие | Прочие | Итого | Итого |
| Клуб             | Лига             | Сезон            | Игры | Голы | Игры  | Голы  | Игры      | Голы      | Игры   | Голы   | Игры  | Голы  |
| ---------------- | ---------------- | ---------------- | ---- | ---- | ----- | ----- | --------- | --------- | ------ | ------ | ----- | ----- |
| Ривер Плейт      | Примера          | 2013/14          | 2    | 0    | 3     | 0     | 0         | 0         | 0      | 0      | 5     | 0     |
| Ривер Плейт      | Примера          | 2014             | 10   | 0    | 0     | 0     | 5         | 1         | 0      | 0      | 15    | 1     |
| Ривер Плейт      | Примера          | 2015             | 18   | 4    | 0     | 0     | 8         | 0         | 2      | 0      | 28    | 4     |
| Ривер Плейт      | Примера          | 2016             | 8    | 0    | 6     | 2     | 6         | 1         | 0      | 0      | 20    | 3     |
| Ривер Плейт      | Примера          | 2016/17          | 29   | 17   | 2     | 1     | 6         | 3         | 0      | 0      | 37    | 21    |
| Ривер Плейт      | Итого            | Итого            | 67   | 21   | 11    | 3     | 25        | 5         | 2      | 0      | 105   | 29    |
| Зенит (СПб)      | Премьер-лига     | 2017/18          | 27   | 5    | 1     | 0     | 12        | 1         | 0      | 0      | 40    | 6     |
| Зенит (СПб)      | Премьер-лига     | 2018/19          | 27   | 11   | 1     | 1     | 14        | 1         | 0      | 0      | 42    | 13    |
| Зенит (СПб)      | Премьер-лига     | 2019/20          | 25   | 4    | 3     | 0     | 5         | 0         | 0      | 0      | 33    | 4     |
| Зенит (СПб)      | Премьер-лига     | 2020/21          | 16   | 1    | 1     | 0     | 5         | 1         | 0      | 0      | 22    | 2     |
| Зенит (СПб)      | Премьер-лига     | 2021/22          | 0    | 0    | 1     | 0     | 0         | 0         | 0      | 0      | 1     | 0     |
| Зенит (СПб)      | Итого            | Итого            | 95   | 21   | 7     | 1     | 36        | 3         | 0      | 0      | 138   | 25    |
| Остин            | MLS              | 2021             | 17   | 5    | 0     | 0     | 0         | 0         | 0      | 0      | 17    | 5     |
| Остин            | MLS              | 2022             | 34   | 22   | 1     | 0     | 0         | 0         | 3      | 3      | 38    | 25    |
| Остин            | MLS              | 2023             | 28   | 11   | 0     | 0     | 2         | 2         | 0      | 0      | 30    | 13    |
| Остин            | MLS              | 2024             | 5    | 2    | 0     | 0     | 0         | 0         | 0      | 0      | 5     | 2     |
| Остин            | Итого            | Итого            | 84   | 40   | 1     | 0     | 2         | 2         | 3      | 3      | 90    | 45    |
| Всего за карьеру | Всего за карьеру | Всего за карьеру | 246  | 82   | 19    | 4     | 63        | 10        | 5      | 3      | 333   | 99    |